# Сікура Йосип Йосипович
Йо́сип Йо́сипович Сіку́ра (угор. Szikura József; 7 грудня 1932, Мукачеве — 11 грудня 2015, Київ) — професор, доктор біологічних наук, ректор Закарпатського угорського інституту імені Ференца Ракоці II. Доктор біологічних наук, г.н.с Інституту клітинної біології та генетичної інженерії НАН України, зовнішній член Угорської академії наук, дійсний член Академії екологічних наук Республіки Молдова, ректор Закарпатського угорського педагогічного інституту імені Ракоці Ференца II, науковий керівник Природознавчого Науково-дослідницького інституту імені професора Іштвана Фодора старшого.
Створив школу ботаніків-інтродукторів в Україні. Опублікував понад 150 наукових праць, у тому числі 10 монографій. Основні напрями роботи — збереження біологічного розмаїття світової флори шляхом створення банку насіння з тривалим строком зберігання, живого генетичного банку рослин на Мукачівській експериментальній базі Інституту та створення комп'ютерної бази даних про ці рослини, наукового гербарію.

## Дитинство та навчання
Йосип Йосипович Сікура народився 7 грудня 1932 року на Закарпатті у родині робітників, мати, Сікура Розалія (до шлюбу Хорват) працівниця мукачівської тютюнової фабрики, батько, Сікура Йосип Михайлович, будівельний-меблевий столяр Мукачівської залізниці.
Й. Й. Сікура у перший клас пішов 1 вересня 1938 року до закритої римо-католицької школи, де всі предмети викладали монашки, сестри милосердя. Уже за радянської влади закінчив 7-й клас мукачівської СШ № 2 з викладанням українською мовою.
У цьому ж році вступив до мукачівського сільськогосподарського технікуму на відділення виноградарство-виноробство. Технікум закінчив з відзнакою, здобувши диплом молодшого агронома-виноградаря-винороба.
У 1950 році вступає на 1-й курс біологічного факультету Ужгородського державного університету. Здобув диплом зі спеціальності біолога-ботаніка, вчителя біології-хімії середньої школи.

## Початок педагогічної діяльності
До листопада 1955 року працює вчителем Лютянської СШ Великого Березнянського району Закарпатської області.
З 1 грудня призначений методистом обласної станції юннатів у м. Ужгороді.
З 1957 року працює старшим геоботаніком ґрунтово-дослідничої партії Ужгородського держуніверситету, тут вивчає природні луки та пасовища області, опрацьовує методи поверхневого та докорінного поліпшення цих угідь.
З 1959 року працює завідувачем гірського стаціонару Ужгородського державного університету на полонині «Рівна».

## Перші ботанічні дослідження
Основною роботою Й. Й. Сікури є збагачення рослинних ресурсів України різними групами корисних рослин шляхом інтродукції(створення штучних типів рослинності та фітоценозів за природними еталонами за межами ареалу виду в умовах культури.
З метою вивчення рослин у природних умовах зростання, а в майбутньому для з'ясування впливу умов культури на ті ж самі види.
Й. Й. Сікурою організовано та здійснено 6 науково-дослідницьких експедицій у різні пори року в різні гірські та пустельні райони, Середньої Азії та Казахстану (Тянь-Шань, Памиро-Алай, Джунгарський Алатау, Пустелі Муюн-куми, Кара-куми, Кзил-куми, Туркмено-Хорасанські гори.
Результатом науково-дослідницької роботи Й. Й. Сікури є кандидатська дисертація, яка автором підготовлена без відриву від виробництва на тему: «Декоративні геофіти флори Середньої Азії та Казахстану і можливості їх використання на Україні», яка була успішно захищена в Інституті ботаніки АН УРСР.
За результатами наукових досліджень та впровадження у виробництво України власних розробок Й. Й. Сікура обраний на посаду с.н.с. , а згодом присуджено Й. Й. Сікурі наукове звання с.н.с. з спеціальності ботаніка.
Й. Й. Сікура продовжує науково-дослідницьку роботу з питань інтродукції рослин видів рослин природних флор Середньої Азії та Казахстану, результати якої публікує у вигляді монографії «Переселение растений природной флоры Средней Азии на Украину (итоги интродукции)» та в рукопису докторської дисертації: «Переселение растений природной флоры Средней Азии и Казахстана на Украину», яка успішно захищена на спеціалізованій Вченій раді Головного ботанічного саду Академії Наук СРСР м. Москва (офіційні опоненти д.б.н.,професор В. Г. Хржановський — Тімірязєвська сільськогосподарська академія, д.б.н. Р. В. Камелін — Ботанічний Інститут АН СРСР м. Ленінград, д.б.н., проф.. А. К. Скворцов — Головний Ботанічний сад АН СРСР м. Москва).
Й. Й. Сікурі у 1989 році надано звання професора ботаніки.

## Робота вЦентральному ботанічному саду
З червня 1960 року за конкурсом обраний м.н.с Центрального Республіканського ботанічного саду Академії наук УРСР у м. Києві — куратором «ботаніко-географічної ділянки Середня Азія та Казахстан».
З 1974 по 1990 рік Й. Й. Сікура працює завідувачем наукового відділу Природної флори і водночас завідує Науковим Гербарієм Центрального Ботанічного саду АНУ.
Й. Й. Сікура особисто поповнив фонд Наукового гербарію ЦРБС АН УРСР на 10 000 гербарних листів.
Створив гербарій інтродукованих рослин.
З 1998 року по 1992 рік обіймає посаду г.н.с. відділу Природної флори і опрацьовує індивідуальну наукову тему: «Інтродукційні популяції — перспективний метод охорони рідких та зникаючих видів ex situ».
Й. Й. Сікура створив в Україні школу інтродукторів, він керував кандидатськими дисертаціями аспірантів та здобувачів — під його керівництвом виконано 15 кандидатських дисертацій й успішно захищено. Також був науковим консультантом при виконанні 2-х докторських дисертацій: одна успішно захищено, про другу відомостей немає, докторант виїхав до Росії.
За вагомий науковий та прикладний внесок Й. Й. Сікуру нагороджено Всесоюзною виставкою за досягнення в народному господарстві СРСР золотою, срібною та бронзовими медалями і цінними подарунками.

## Відродження плодо-, насіннєзнавства та зелене будівництво
Й. Й. Сікура реанімував в Україні плодо- (carpologia) та насіннєзнавство (seminologia) після розвалу СРСР. Він наголошує на важливості цих напрямів дослідження для економіки та екології й не в останню чергу для науки та освіти.
Й. Й. Сікура із співавторами опублікував 6 ілюстрованих книг про поверхневу морфологію (тектоморфологія) плодів та насіння видів близьких та далеких флор квіткових рослин.
Й. Й. Сікура значну увагу приділяє впровадженню своїх наукових розробок в зелене будівництво України, так ним впроваджено види родів Tamarix (arceutoides, ramosissima, kotschyi, meyeri), видів родів: Eremurus (altaicus, regelii, olgae, tianschanica), видів роду Juniperus (oblonga, turkestanica, seravschanica) та ін.
Загалом з природних флор Середньої Азії та Казахстану залучено до культури 1029 видів, з котрих 831 вид (81 %) отримали позитивну оцінку, ці види можна з успіхом вирощувати у багатьох ґрунтово-кліматичних умовах України.

## Членство в організаціях
У 2001 році на 168-х загальних зборах Угорської Академії Наук за вагомий внесок у розвиток ботанічної науки обрано Й. Й. зовнішнім членом Угорської Академії Наук.
У 2008 році Й. Й. Сікуру Національна Академія Екологічних Наук Республіки Молдови обирає своїм дійсним членом.
Й. Й. Сікура був членом Всесоюзного та Українського ботанічних товариств, часто обирався делегатом цих товариств, друкував результати своїх досліджень на сторінках Збірників З'їздів.
Й. Й. Сікура є учасником програми «Людина і біосфера», членом Міжнародної асоціації ботанічних садів Світу.
Був головою секції «Рослинні ресурси» у «Проблемній Раді» АН України, а також членом «Проблемної ради» з цього ж питання АН СРСР. Також був головою комісії «Теоретичні та методичні основи інтродукції рослин» у Раді ботанічних садів України та Молдавії.
Й. Й. Сікура був організатором і відповідальним редактором наукових збірників Всесоюзних наукових конференцій: «Вивчення онтогенезу інтродукованих видів у Ботанічних садах та дендропарках СССР» (1998—2008 рр.). Членом Редколегії Міжнародного наукового журналу «Інтродукція та акліматизація рослин» при Центральному Республіканському Ботсаді АН України.
У 1987 року Й. Й. Сікура був відповідальний за збереження природного генофонду в регіоні Центральна, Південно-Східна-Європа та Балкани. Він організував Міжнародний симпозіум у Києві на базі Центрального ботанічного саду АН України.
У 1992 року в Будапешті на Всесвітньому конгресі угорців Й. Й. Сікура виступив з науковою доповіддю про роль ботанічних садів у збереженні та збагаченні рослинних ресурсів окремих країн Європи.
У 1992 році на Міжнародному симпозіумі регіонів центральна Європа та басейн Середземномор'я у своїй доповіді наголосив про необхідність інтродукції корисних рослин з аридних регіонів Землі в зв'язку з потеплінням клімату на Землі.
Й. Й. Сікура у 1994 році брав участь у Міжнародному семінарі: «Сучасне і майбутнє завдання ботанічних садів у вивченні та збереженні біологічного різноманіття рослин та її значення в освітній роботі» (Пругониця, ЧССР).

## Педагогічна діяльність з 90-х років
Й. Й. Сікура ще у 1992 році прочитав методом дистанційного навчання цикл лекцій для студентів Західних університетів Угорщини на такі теми: «Типи пустель Середньої Азії, їх флора та рослинність»; «Флора та рослинність Східного Тянь-Шаня»; «Флора та рослинність Західного Тянь-Шаня»; «Особливості флори Джунгарського Алатау»; «Метод створення коллекций в Ботанических сада по ботанико-географическому принципу».
У червні цього року Й. Й. Сікуру президент Угорської Республіки за успішно виконану 10-літтями науково-дослідницьку та освітню роботу, за поширення ботанічних знань у суспільстві, за організацію та створення науково-дослідницького інституту, а також за сприяння вищої освіти для угорців Закарпаття: «Угорським орденом Заслуги — офіцерським хрестом».
Й. Й. Сікура є почесним громадянином міста Ходмезевашархель (Угорщина).
З 1 серпня 2011 року Йосип Йосипович є ректором Закарпатського угорського інституту імені Ференца Ракоці II.